# Cremnoconchus conicus
Cremnoconchus conicus is een slakkensoort uit de familie van de Littorinidae. De wetenschappelijke naam van de soort is voor het eerst geldig gepubliceerd in 1870 door W. T. Blanford.